# Septic Death
I Septic Death erano una band hardcore punk statunitense formata nel 1981. Sono noti, oltre per aver dato un grande contributo allo sviluppo dell'hardcore punk, per aver creato uno stile tutto loro, l'horror hardcore. Durante la sua attività la band suonò pochissimi live, quasi tutti a Boise, nell'Idaho.
Lo stile della band divenne molto influente su band come Integrity, Citizens Arrest, Infest e molte altre.

## Formazione
- Brian Pushead - voce
- Jon Taylor - chitarra
- Mike Matlock - basso
- Paul Birnbaum - batteria

## Discografia

### Album in studio
- 1987 - Now That I Have the Attention, What Do I Do with It?
- 1991 - Attention
- 1992 - Theme From Ozo Bozo
- 1992 - Gore Story
- 1999 - Crossed Out Twice
- 2006 - Chumoku

### Raccolte
- 1990 - A Nightmare Takes a Nap: Volume 1
- 1993 - A Nightmare Takes a Nap: Volume 2
- 1998 - A Nightmare Takes a Nap: Volume 3

### Album live
- 1985 - Time Is the Boss
- 1988 - Somewhere in Time

### EP
- 1984 - Need So Much Attention
- 1987 - Burial Mai So
- 1988 - Kichigai
- 1993 - Split with Rocket from the Crypt (split con i Rocket from the Crypt)
- 1999 - Uncontrollable Proof